# بوبو ستيوارت
بوبو ستيوارت (بالإنجليزية: Booboo Stewart)‏ هو منتج أفلام ومغني وعارض ومغن ومؤلف وراقص وممثل أمريكي، ولد في 21 يناير 1994 ببيفرلي هيلز في الولايات المتحدة.

## أعمال

### أفلام
- (2004) الرجل العظمي
- (2010)  خسوف[5][6]
- (2011)  بزوغ الفجر - الجزء 1[7]
- (2012)  بزوغ الفجر - الجزء 2[8]
- (2014)  أيام المستقبل الماضي
- (2015) ديساندنتس
- (2015) لم يمت أبدا

### مسلسلات
- هاواي فايف أو

## وصلات خارجية
- بوبو ستيوارت على موقع IMDb (الإنجليزية)
- بوبو ستيوارت على موقع روتن توميتوز (الإنجليزية)
- بوبو ستيوارت على موقع ألو سيني (الفرنسية)
- بوبو ستيوارت على موقع ميوزك برينز (الإنجليزية)
- بوبو ستيوارت على موقع ميوزك برينز (الإنجليزية)
- بوبو ستيوارت على موقع أول موفي (الإنجليزية)
- بوبو ستيوارت على موقع أول موفي (الإنجليزية)
- بوبو ستيوارت على موقع قاعدة بيانات الأفلام السويدية (السويدية)
- بوبو ستيوارت على موقع ديسكوغز (الإنجليزية)
- بوبو ستيوارت على موقع قاعدة بيانات الفيلم (الإنجليزية)